# Дженцоне
Дженцоне (итал. Genzone) — коммуна в Италии, находится в регионе Ломбардия, в провинции Павия.
Население составляет 359 человек (2008), плотность населения составляет 120 чел./км². Занимает площадь 3 км². Почтовый индекс — 27014. Телефонный код — 0382.
Покровительницей коммуны почитается Пресвятая Богородица, празднование 5 августа.

## Демография
Динамика населения:

## Администрация коммуны
- Официальный сайт: http://www.comune.genzone.pv.it/